# دانیل پاگی
دانیل پاگی (سیریلیک صربی: Данијел Никол Пејџ؛ زادهٔ ۱۴ نوامبر ۱۹۸۶) بازیکن بسکتبال اهل ایالات متحده آمریکا است.
وی در مسابقات کشوری و بین‌المللی در مجموع برندهٔ ۱ مدال طلا، ۱ مدال برنز شده‌است.